# George Lloyd
George Walter Selwyn Lloyd (28. juni 1913 i St.Ives, Cornwall, England – 3. juli 1998 i London, England) var en engelsk komponist.
Lloyd studerede på Trinity College i London. Han komponerede 12 symfonier, klaverkoncerter, violinkoncerter, cellokoncert og operaer i senromantisk stil.
Lloyd´s 12 symfonier er alle indspillet på pladeselskabet Albany.

## Udvalgte værker
- Symfoni nr. 1 (1932) - for orkester
- Symfoni nr. 2 (1933) - for orkester
- Symfoni nr. 3 (1933) - for orkester
- Symfoni nr. 4 "Arktisk" (1946) - for orkester
- Symfoni nr. 5 (1948) - for orkester
- Symfoni nr. 6 (1956) - for orkester
- Symfoni nr. 7 (1959) - for orkester
- Symfoni nr. 8 (1961) - for orkester
- Symfoni nr. 9 (1969) - for orkester
- Symphony No. 10 "November rejser" (1981) - for orkester
- Symfoni nr. 11 (1985) - for orkester
- Symfoni nr. 12 (1989) - for orkester
- 4 Klaverkoncerter (1963, 1964, 1968, 1970, Rev. 1983) - for klaver og orkester
- 2 Violinkoncerter (1970, 1977) - for violin og orkester
- Cellokoncerter (1997) - for cello og orkester
- "Iernin" (1934) - opera
- "Serf" (1938) - opera
- "En symfonisk messe" (1992) - for kor og orkester
- Requiem (1992) - for solister, kor og orkester